# 알빈 잉
알빈 잉(Alvin Ing, 1932년 5월 26일~2021년 8월 1일)은 미국의 배우, 텔레비전 배우이다.

## 영화
- 러브... 올더(2011년) - 히로시 역
- 유 돈 노우 잭: 잭 수 스토리(2009년)
- 최후의 카운트다운(1980년) - 카지마 역
- 형사 Q(1976년)